# Fórum Walter Mendes Garcia
O Fórum Doutor Walter Mendes Garcia é uma unidade jurisdicional autônoma pertencente ao Tribunal de Justiça do Estado de Mato Grosso do Sul e com sede na cidade brasileira de Corumbá, estado de Mato Grosso do Sul. Sendo uma comarca de entrância especial, se situa a 420 quilômetros de capital do estado.

## Histórico
Ciente da realidade da região, a administração do TJ decidiu construir o novo prédio para o Fórum de Corumbá, capaz de abrigar 10 varas. A obra demorou aproximadamente dois anos para ser concluída, devido a imprevistos de ordem técnica, por ocasião das escavações da fundação do prédio. Se não fosse esse imprevisto, ela teria sido entregue em março deste ano.
Inaugurado em 10 de outubro de 2008 às 16 horas, o novo prédio apresenta uma estrutura moderna, com destaque para a preocupação com a segurança e a privacidade dos magistrados e a acessibilidade aos locais do prédio para os portadores de necessidades especiais. A nova edificação é três vezes maior que o antigo Fórum, construído em 1950.

## Infraestrutura
É composto por três pavimentos, todos atendidos por escadas, rampas e elevadores, além de todas as demais atividades administrativas diretamente relacionadas à prestação jurisdicional.
O tribunal do júri tem capacidade para 100 pessoas.
O fórum também tem serviço de segurança e monitoramento das pessoas que entram e saem do prédio, com 64 câmeras espalhadas pelas áreas de circulação, destacando-se 14 câmeras com lentes infravermelho, possibilitando a captura de imagens à noite. Elas estão espalhadas em pontos estratégicos, ampliando a segurança para os jurisdicionados e magistrados.

## Atendimento
O fóro de Corumbá atende também a cidade de Ladário. O prédio está localizado na Rua 21 de setembro esquina com a Rua Gonçalves Dias.

### Subdivisões
Cada vara possui um gabinete do magistrado, um arquivo privativo, uma sala para audiência, salas para assessores, além de uma sala para o cartório com mini arquivo e hall com sala de espera. Segue abaixo as seções de atendimento:
- 1 vara de fazenda pública e registros públicos
- 3 varas  cíveis
- 2 varas  criminais, sendo 1 de infância e juventude

## OAB - 1ª Subseção
A cidade de Corumbá é sede da 1ª Subseção da Ordem dos Advogados do Brasil  de MS (OAB-MS). Em todo estado são 31 subseções que atendem o interior de MS.

## Elevação para entrância especial
Nos últimos anos tem tomado corpo um anseio antigo da comarca que vem ganhando cada vez mais força em Corumbá que é a elevação da Comarca de Corumbá de segunda entrância para entrância especial. Com isso, haveria a possibilidade de incrementar a estrutura, hoje, instalada na cidade e com isso, consequentemente, o atendimento ao cidadão que busca respostas através da Justiça.